# Kokobacily

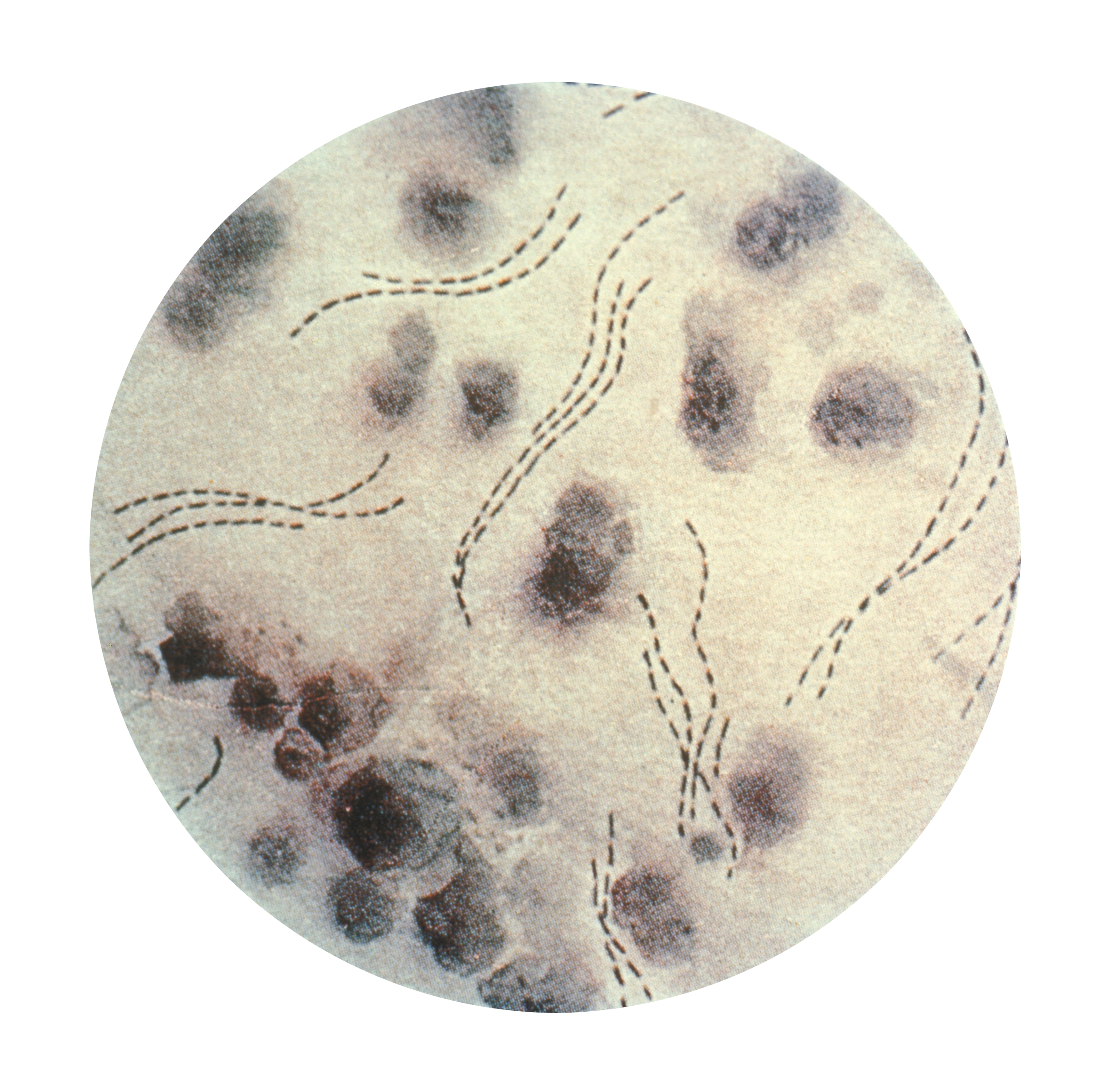
Haemophilus ducreyi - původce nemoci měkký vřed

Kokobacily jsou typem bakterií. Jejich tvar připomíná koky, tudíž jsou za ně často zaměňovány. Jedná se ovšem o zkrácené tyčinky.

## Příklady a význam
Mezi kokobacily patří: Chlamydia trachomatis, Haemophilus influenzae, Gardnerella vaginalis a Coxiella burnetii. Aggregatibacter actinomycetemcomitans je gramnegativní kokobacil vytvářející zubní plak. Další gramnegativní kokobacil Bordetella pertussis způsobuje černý kašel. V minulosti dělal problémy kokobacil Yersinia – ten má na svědomí mor. Bakterie z rodu Brucella jsou příčinou brucelózy. V současnosti je v zemích třetího světa hojně rozšířený gramnegativní Haemophilus ducreyi. Jedná se o původce pohlavně přenášené nemoci měkký vřed.